# Jüdischer Friedhof (Mülheim)

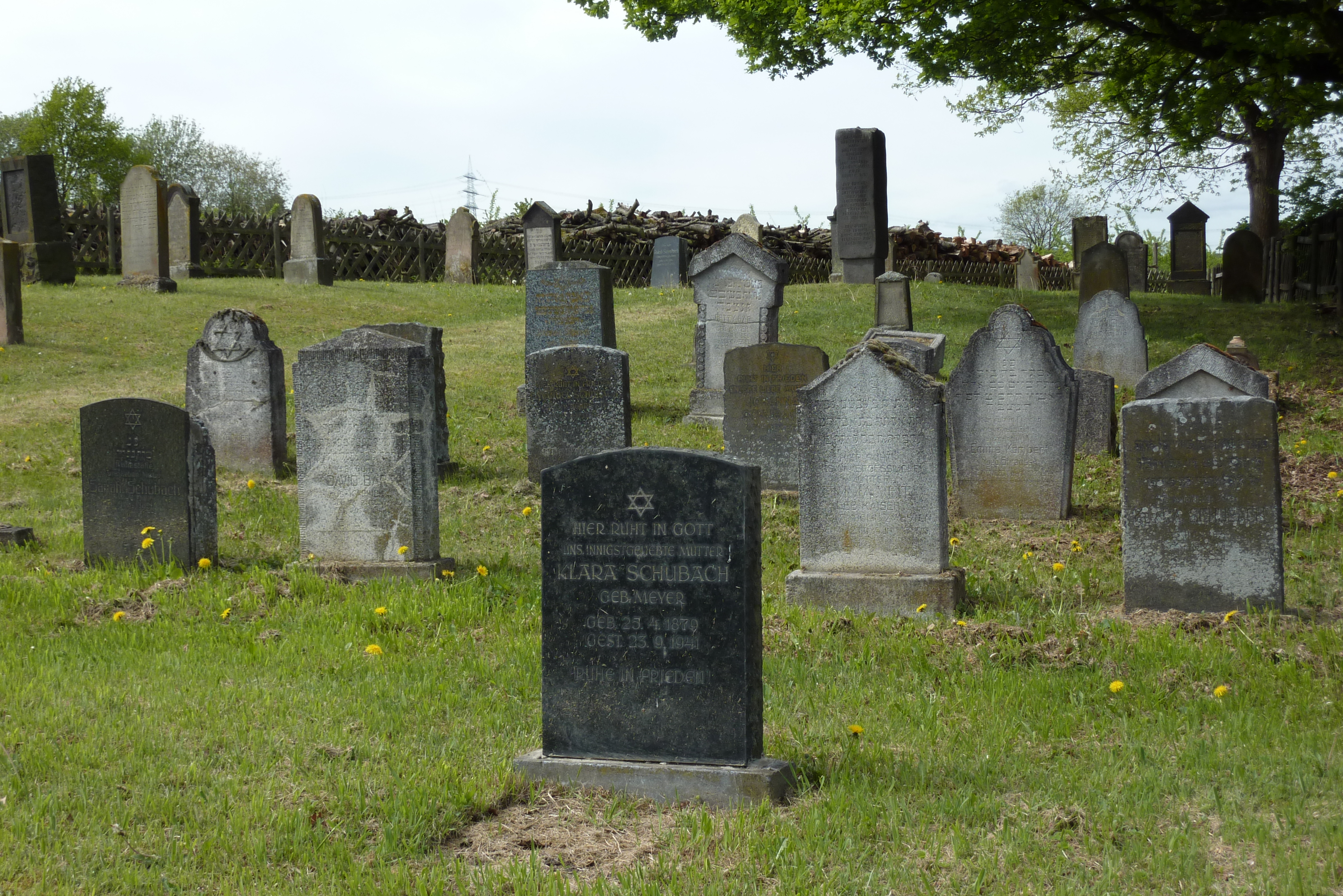
Jüdischer Friedhof in Mülheim

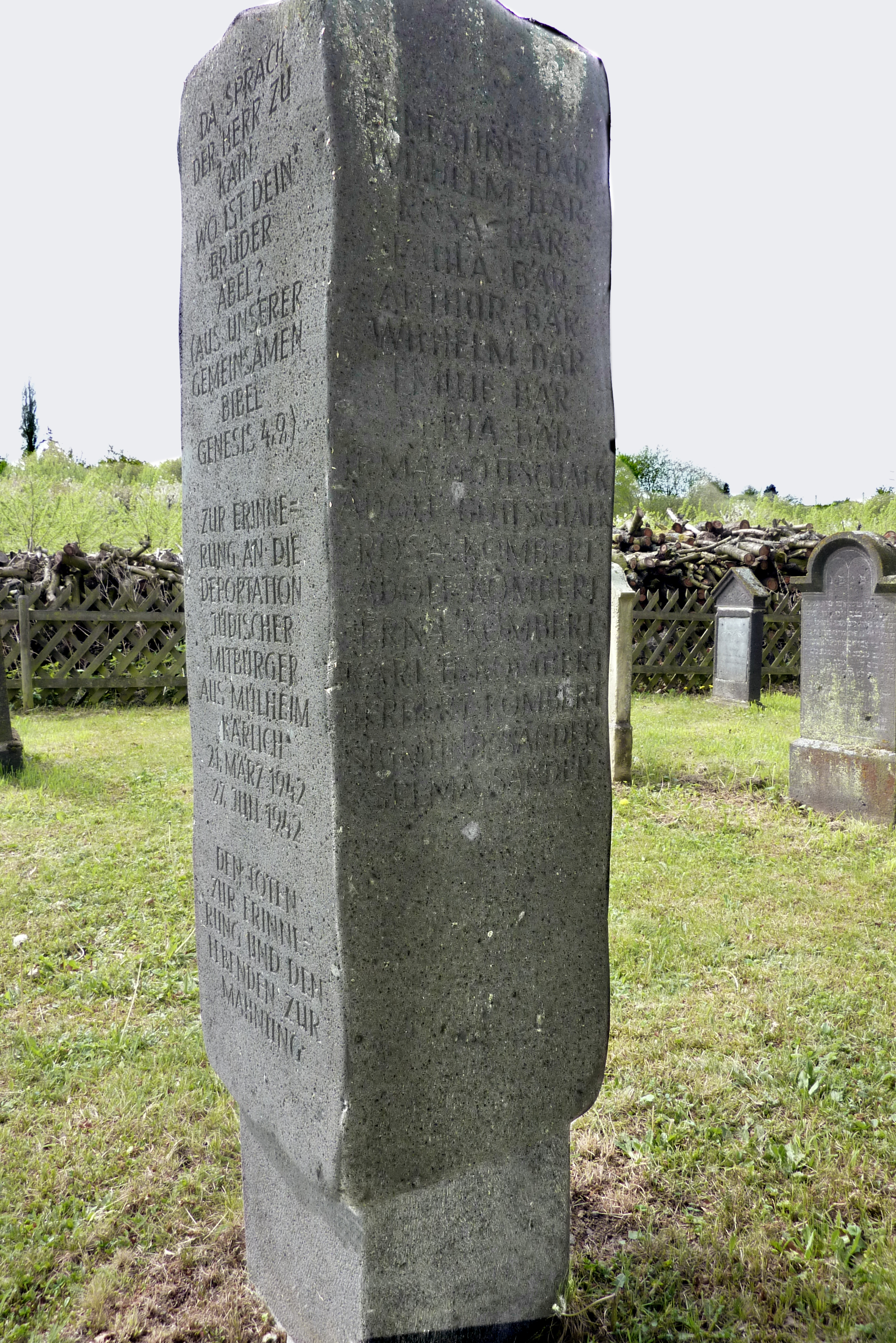
Gedenkstein auf dem jüdischen Friedhof in Mülheim

Der Jüdische Friedhof Mülheim liegt in Mülheim-Kärlich im Landkreis Mayen-Koblenz in Rheinland-Pfalz, nahe Lohrweg und Hoorweiherstraße. Der jüdische Friedhof ist ein geschütztes Kulturdenkmal.

## Geschichte
Die jüdische Gemeinde Mülheim legte ihren eigenen Friedhof in der Mitte des 19. Jahrhunderts an. Er ist 7,73 Ar groß und wurde bis 1941 belegt. Heute sind noch etwa 50 Grabsteine vorhanden.
Auf dem Friedhof steht seit 1995 ein Gedenkstein mit folgender Inschrift: „Da sprach der Herr zu Kain: Wo ist dein Bruder Abel (aus der gemeinsamen Bibel Genesis 4,9). Zur Erinnerung an die Deportation jüdischer Mitbürger aus Mülheim-Kärlich 21. März 1942 – 27. Juli 1942 – Den Toten zur Erinnerung – den Lebenden zur Mahnung.“
Auf den drei anderen Seiten des Gedenksteins stehen die Namen der jüdischen Bürger aus Mülheim-Kärlich, die deportiert und ermordet wurden.